# Brezovec (gmina Cirkulane)
Brezovec – wieś w Słowenii, w gminie Cirkulane. W 2018 roku liczyła 216 mieszkańców.